# Stege
Stege es una pequeña ciudad de Dinamarca. Con 3.835 habitantes en 2012, es la principal localidad de la isla de Møn. Desde 2007, Stege forma parte del municipio de Vordingborg y de la Región de Selandia. En un tiempo, hubo una próspera actividad pesquera del arenque en la laguna vecina de la ciudad. Actualmente, el turismo es una de las principales fuentes de ingresos para Stege.